# Willem Peeters
Willem Peeters, né le 20 mai 1953 à Louvain, est un coureur cycliste belge. Professionnel de 1974 à 1982, il a notamment remporté le Circuit Het Volk, la Flèche brabançonne et le Grand Prix de Wallonie 1978.
Son père Edward a également été coureur cycliste, tout comme ses fils Johan et Gerrit. 

## Palmarès

### Palmarès amateur
- 1972
  - Romsée-Stavelot-Romsée
  - 2e du Grand Prix Jef Scherens
- 1973
  - Rund um Berlin
  - 3e de Gand-Wervik
  - 10e du championnat du monde sur route amateurs
- 1974
  - Grand Prix Vic. Bodson
  - 2e de la Course des chats

### Palmarès professionnel
| - 1974 - 1rea étape du Grand Prix du Midi libre - 2e du Circuit de Flandre orientale - 1975 - Flèche brabançonne - Circuit des monts du sud-ouest - Grote Prijs Dr. Eugeen Roggeman - 3e du Circuit de Belgique centrale - 10e du Tour des Flandres - 1976 - Circuit Het Volk - Circuit Mandel-Lys-Escaut - Grand Prix de la ville de Zottegem - 3e du Tour du Limbourg - 9e de Paris-Bruxelles - 1977 - 3ea étape des Trois Jours de La Panne - Grand Prix de Hannut - 2e du Grand Prix d'Aix-en-Provence - 2e du Tour de Picardie - 2e du Circuit de Belgique centrale - 3e du Grand Prix de Wallonie - 3e de Hyon-Mons - 3e du Grand Prix de clôture - 7e de Paris-Roubaix - 7e du Rund um den Henninger Turm | - 1978 - Tour du Limbourg - Grand Prix de Wallonie - Ruddervoorde Koerse - 2e du Circuit du Brabant occidental - 1979 - Circuit du Sud-Ouest - 3e du Grand Prix Union Dortmund - 1980 - Circuit du Pays de Waes - Circuit du Brabant central - 2e de la Coupe Sels - 1981 - 3e du Grand Prix Betekom - 1982 - GP Impanis - Grand Prix Beeckman-De Caluwé - 3e de Bruxelles-Ingooigem |  |

## Résultats sur les grands tours

### Tour d'Italie
1 participation 
- 1981 : abandon (8e étape)